# محطة قطار المسيلة
محطة مسيلة هي محطة قطار جزائرية تقع في إقليم بلدية مسيلة ، بولاية مسيلة .

## موقع في السكك الحديدية
تَقع على ارتفاع 470 م  ، وهي المحطة النهائية للعديد من خطوط السكك الحديدية:
- من الخط من عين التوتة إلى مسيلة ( PK 149 )، حيث تسبقه محطة أولاد درارج؛
- من الخط الممتد من برج بوعريريج إلى المسيلة ( PK 55 )، حيث تسبقه محطة المجاز؛
- من الخط الممتد من تيسمسيلت إلى مسيلة ( PK 286 )، حيث تسبقه محطة عين الحجل .

## خدمة الركاب

### خدمة
محطة مسيلة تخدمها:
- قطارات المسافات الطويلة:
  - الجزائر - باتنة [1]  ·  ؛
  - الجزائر - تقرت [2]  ·  [3]  ·   ؛
- والقطارات الجهوية على طريق برج بوعريريج – تيسمسيلت [4]  ·   .

## المٌلاحظات والمراجع
1. ↑  "Coradia EL DJAZAÏR sur l'axe Alger-Batna". sntf.dz. 2 mai 2018. مؤرشف من الأصل في 2025-02-23. اطلع عليه بتاريخ 5 janvier 2023. {{استشهاد ويب}}: تحقق من التاريخ في: |تاريخ-الوصول= و|تاريخ= (مساعدة).
2. ↑  "Transport ferroviaire: ouverture dimanche d'une nouvelle ligne reliant Alger à Touggourt". aps.dz. 10 octobre 2019. مؤرشف من الأصل في 2023-01-09. اطلع عليه بتاريخ 8 janvier 2023. {{استشهاد ويب}}: تحقق من التاريخ في: |تاريخ-الوصول= (مساعدة).
3. ↑  "Transport ferroviaire : Le train-express Touggourt-Alger inauguré aujourd'hui". reporters.dz. 10 octobre 2019. مؤرشف من الأصل في 2023-01-10. اطلع عليه بتاريخ 10 janvier 2023. {{استشهاد ويب}}: تحقق من التاريخ في: |تاريخ-الوصول= (مساعدة).
4. ↑  "La ligne ferroviaire Tissemsilt-Boughezoul-M'sila, un levier de développement socio-économique pour la région". aps.dz. 25 décembre 2022. مؤرشف من الأصل في 2025-05-31. اطلع عليه بتاريخ 2 janvier 2023. {{استشهاد ويب}}: تحقق من التاريخ في: |تاريخ-الوصول= و|تاريخ= (مساعدة).

## أنظر أيضا

### مَقالات ذات صلة
- خط من عين التوتة إلى مسيلة
- خط من برج بوعريريج إلى المسيلة
- خط من تيسمسيلت إلى مسيلة
- قائمة محطات القطارات في الجزائر

### رَوابط خارجية
- "SNTF". Société nationale des transports ferroviaires (SNTF). مؤرشف من الأصل في 2025-06-02..

قالب:Desserte gare/début
قالب:Desserte gare
قالب:Desserte gare
قالب:Desserte gare
قالب:Desserte gare/fin